# Breaking Dawn
Pour plus de détails, voir Fiche technique et Distribution.
Breaking Dawn est un film américain réalisé par Mark Edwin Robinson, sorti en 2004.

## Synopsis
Eve, une étudiante studieuse en psychiatrie, doit analyser le comportement de Don Wake, un psychopathe parricide, afin de réussir son stage pratique. Très vite, la réalité se fissure autour de la jeune femme : des évènements étranges se produisent dans l'enceinte de l'asile, des visions d'horreur et l'apparition d'un être mystérieux la troublent, de jour comme de nuit. Don émergeant de son apathie grâce à Eve qui a réduit son traitement médicamenteux, semble en savoir beaucoup sur elle et le monde qui l'entoure. Il tente de la persuader qu'elle est en danger. Eve commence à souffrir d'hallucinations. Don la pousse dans ses retranchements du souvenir et de sa réalité, ce qui la fait sortir de son monde post-traumatique provoqué par la vision de sa mère assassinée dans son enfance.

## Fiche technique
- Titre : Breaking Dawn
- Réalisation : Mark Edwin Robinson
- Scénario : Mark Edwin Robinson
- Production : Brady Nasfell, Leo Bollar, David C. Robinson et Derrick Smith
- Sociétés de production : Castlight Pictures et Sodium Entertainment
- Musique : Jason Nyberg
- Photographie : Ken Glassing
- Montage : Natalie Ebnet
- Décors : Melanie Jones
- Costumes : Rachel Sage
- Pays d'origine : États-Unis
- Format : Couleurs - 1,85:1 - Stéréo - 35 mm
- Genre : Drame, thriller
- Durée : 84 minutes
- Date de sortie : 14 mai 2004 (marché du film de Cannes)

## Distribution
- Kelly Overton : Eve
- James Haven : Don Wake
- Sarah-Jane Potts : Anna
- Hank Harris : Ted
- Edie McClurg : l'infirmière Olivia
- Kathryn Joosten : la voisine
- Isaac C. Singleton Jr. : le préposé Rufus
- Diane Venora : la mère
- Joe Morton : le professeur Simon
- Dave Ruby : Opie
- Cici Lau : la chinoise
- Gregory Scott Cummins : Dark Figure
- Austin Peck : le docteur Scott
- Kelly Bellini : l'infirmière Bethany
- Jennette McCurdy : la petite fille

## Autour du film
- Le tournage a débuté le 29 juillet 2003 et s'est déroulé à Los Angeles.
- Avant que la production du film ne commence, un trailer avait été réalisé avec des acteurs différents.